# Barbie et les Trois Mousquetaires
Série Barbie
Barbie présente Lilipucia
(2009) Barbie et le Secret des sirènes
(2010)
Pour plus de détails, voir Fiche technique et Distribution.
Barbie et les Trois Mousquetaires (Barbie and the Three Musketeers) est un long métrage d'animation américain réalisé par William Lau, sorti en 2009.
Il s'agit du 16e film mettant en vedette la poupée Barbie.

## Synopsis
Corinne, une jeune fille de la campagne et sa petite chatte, Miette, ont toujours voulu devenir mousquetaires. Corinne travaille tous les jours son agilité et l'art de manier la rapière. Le jour de ses 17 ans, elle décide de partir pour Paris afin de réaliser son rêve. Malheureusement, M. de Tréville, le capitaine des Mousquetaires, refuse de la prendre en lui expliquant que pour devenir mousquetaire, il faut de l'expérience et avoir accompli des exploits. Déçue, Corinne en vient à regretter d'être venue à Paris mais par une suite d'incidents malencontreux, elle se retrouve à travailler comme servante au palais royal. Là, elle fait la connaissance de trois autres jeunes servantes : Viveca, Aramina, et Renée. Elle va découvrir qu'elles aussi ont toujours rêvé d'être mousquetaires et grâce à l'entrainement intensif d'Hélène, la vieille domestique, les quatre jeunes filles prouveront que même des femmes peuvent devenir mousquetaires.
Pendant qu'elles travaillent au palais, les filles sont témoins d'un mystérieux incident : la chute d'un lustre manque de tuer le jeune prince Louis, qui doit prochainement être couronné roi. La perspective d'un complot se précise après qu'il manque de tomber de sa machine volante. Corinne parvient à sauver le Prince de cet accident et remarque que l’amarre de la machine a été coupée, de la même façon que les cordes qui maintenaient le lustre. Les quatre apprenties mousquetaires commencent à avoir des soupçons sur Philippe, régent du royaume et cousin du prince, le soir où elles surprennent ses hommes de main à parler d'introduire des armes dans la salle de bal, le soir du couronnement de Louis. Les jeunes filles tentent de mettre en garde M. de Tréville, qui est chargé de la sécurité, mais il ne les prend pas au sérieux. Corinne, Viveca, Aramina et Renée décident donc de protéger le Prince par leurs propres moyens en s'infiltrant au bal masqué avec leurs armes cachées sous leurs robes.
Le soir du bal, les jeunes filles parviennent sans mal à passer inaperçues avec leurs masques. Corinne est invitée à danser par le Prince tandis que les trois autres tentent de repérer si un des invités porte un vrai sabre. Au moment du grand feu d'artifice, qui a pour but de détourner l'attention de tous les invités, Philippe dégaine son sabre et tente d'atteindre le Prince mais Corinne parvient à le désarmer. C'est la panique quand tout le monde se rend compte que des armes ont été infiltrée. Philippe en profite pour accuser Corinne d'avoir tenter d'assassiner le Prince et s'enfuit de la salle avec ce dernier en lui disant qu'il va le protéger. Les quatre jeunes mousquetaires sortent finalement leurs armes et mènent avec brio le combat contre les gardes du régent.
En partant à la poursuite de Philippe et du Prince, les filles découvrent M. de Tréville et les mousquetaires ligotés. Pendant qu'Aramina, Viveca et Renée les libèrent, Corinne part devant et arrive à temps sur les toits du palais pour empêcher Philippe de faire tomber Louis. Elle engage le combat avec Philippe, finit par prendre le dessus et le désarme, avec l'aide du Prince. À la suite de leurs exploits, les quatre jeunes filles sont officiellement récompensées par le roi Louis et engagées parmi les mousquetaires du roi.

## Fiche technique
- Titre original : Barbie and the Three Musketeers
- Titre français : Barbie et les Trois Mousquetaires
- Réalisation : William Lau
- Scénario : Amy Wolfram, librement adapté du roman Les Trois Mousquetaires d'Alexandre Dumas
- Direction artistique : Walter P. Martishius
- Musique : Eric Colvin, dirigée et produite par Arnie Roth, interprétée par le FILMharmonic Orchestra Prague
- Production : Shelley Dvi-Vardhana, Pat Link et Shawn McCorkindale ; Jennifer Twiner McCarron et Rob Hudnut (exécutifs)
- Sociétés de production : Mattel Entertainment, Rainmaker Entertainment
- Société de distribution : Universal Studios Home Entertainment
- Pays d'origine : États-Unis, Canada
- Langue d'origine : anglais
- Format : couleur - son stéréo
- Genre : animation
- Durée : 81 minutes
- Dates de sortie :
  - États-Unis : 15 septembre 2009
  - France : 13 octobre 2009[2]

Sources : Générique de fin, IMDb

## Distribution
| - Kelly Sheridan : Corinne - Tim Curry : Philippe - Kira Tozer : Viveca - Willow Johnson : Aramina - Dorla Bell : Renée - Nicole Oliver : Marie - Merrilyn Gann : Madame de Bossé - Kathleen Barr : Hélène - Mark Hildreth : le prince Louis - Bernard Cuffling : M. de Tréville - Michael Dobson : Bertram (Bertrand en VF) - Brad Swaile : Serge - Amelia Henderson : Miette - David Kaye : Alexandre - Brian Dobson : Brutus - Terry Klassen : le cochon | - Noémie Orphelin : Corinne - Philippe Résimont : Philippe - Marcha Van Boven : Viveca - Claire Tefnin : Aramina - Audrey D'Hulstère : Renée - Colette Sodoyez : Marie - Nathalie Hons : Madame de Bossé - Myriam Thyrion : Hélène - Christophe Hespel : le prince Louis - Martin Spinhayer : M. de Tréville - Jean-Michel Vovk : Bertrand - Grégory Praet : Serge - Mélanie Dermont : Miette - Daniel Nicodème : Alexandre - Lionel Bourguet : Brutus - Karim Barras : le cochon / un mousquetaire - Philippe Tasquin : un mousquetaire / un homme du Régent - Aurélien Ringelheim : un homme du Régent / un bel homme - Marie Van R : les deux jeunes filles du bal |

Source : Générique du DVD

## Chansons du film
- Toutes pour une, une pour toutes (All For One)(Intro) - Bénédicte Lécroart
- Toutes pour une, une pour toutes (All For One) - Méry Lanzafame
- Je trace mon chemin (Making My Way) - Bénédicte Lécroart
- Unbelievable - Keely Hawkes

## Autour du film
Créée en 1959, la Poupée Barbie est à l'origine de nombreux produits dérivés. Elle a également inspiré plusieurs films d’animation. Barbie et les Trois Mousquetaires est le seizième long métrage mettant en vedette Barbie qui incarne différents personnages. Il est sorti la même année que Barbie présente Lilipucia et est suivi en 2010 par Barbie et le Secret des sirènes et Barbie et la Magie de la mode.
Le film a fait l'objet d'une adaptation en jeu vidéo : Barbie et les Trois Mousquetaires sur Windows, Wii et Nintendo DS,.

## Commentaires

### Anecdotes
- Barbie et les Trois Mousquetaires, dans la lignée de Barbie et le Palais de diamant, marque le début d'un changement dans les films de Barbie : l'héroïne n'épouse pas le prince à la fin de l'histoire et l'accent est mis sur l'amitié entre filles. Autre dominante qui reviendra dans les prochains films, l'héroïne veut prouver sa valeur et montrer qu'elle peut être aussi douée qu'un homme. Les quatre personnages féminins se battent à l'aide d'épées mais aussi d'attributs féminins (rubans, éventails, colliers, parfum). Le rôle de la « demoiselle en détresse » est cette fois tenu par un homme (Louis).

- Tim Curry, qui prête sa voix au régent Philippe  en version originale, a joué le rôle du cardinal de Richelieu dans la version en prises de vues réelles Les Trois Mousquetaires de Stephen Herek, produite par Disney en 1993.